# 구금

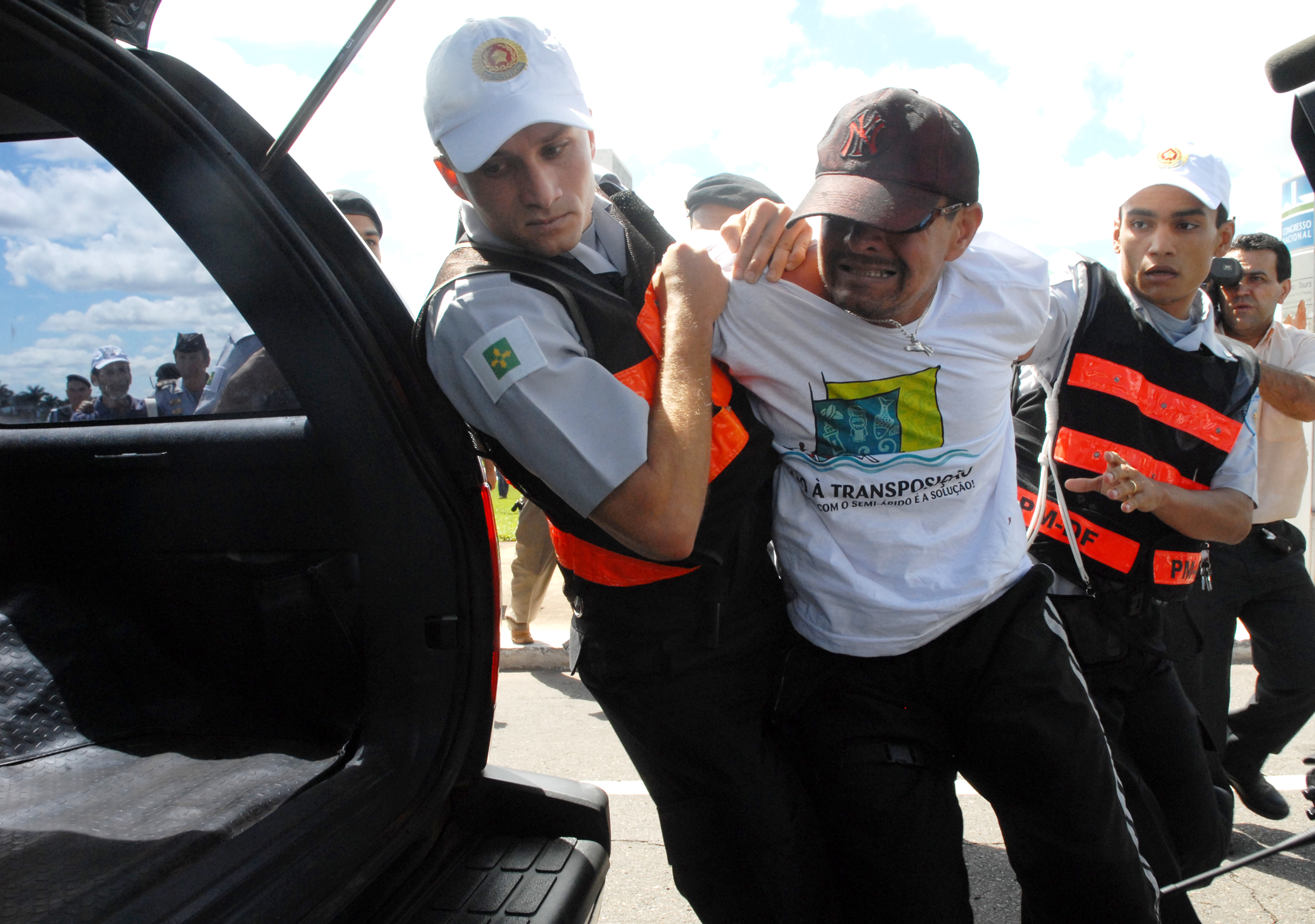

구금(拘禁)은 소송절차의 원만한 수행을 위하여 피고인 또는 피의자를 일정기간 동안 교도소나 구치소에 구치하게 하는 법원의 강제처분을 말한다. 재판확정전의 구금이란 점에서 미결구금이라고도 하는데, 이것은 피의자가 도주 또는 증거를 인멸할 가능성이 있다고 판단될 때에 신병확보를 위하여 행하는 처분이다. 구금의 부당한 남용을 방지하기 위한 제도로서 보석과 구금기간의 제한을 두고 있다.

## 같이 보기
- 시민 자유
- 인권
- 회복적 정의